# Batalla de Demètries
La batalla de Demètries fou un conflicte al mar de Demètries a Grècia a començaments de 1270 entre una flota romana d'Orient i les forces reunides dels barons llatins d'Eubea (Negrepont) i Creta. Fou una batalla feroç, inicialment decantada a favor dels llatins, si bé l'arribada oportuna de reforços romans d'Orient va inclinar la balança, resultant en una victòria romana d'Orient contundent.

## Antecedents
Com a conseqüència de la Quarta Croada i la dissolució de l'Imperi Romà d'Orient el 1204, el mar Egeu, antic centre naval de l'Imperi Romà d'Orient, fou dominat per una varietat de principats llatins, protegits pels poders naval de la República de Venècia. Després de la reconquesta de Constantinoble i la restauració de l'Imperi Romà d'Orient el 1261, una de les principals prioritats de l'emperador romà d'Orient Miquel VIII Paleòleg era defensar la seva capital d'un atac dels venecians. En conseqüència, va buscar una aliança amb el principal enemic de Venècia, la República de Gènova, mentre començava a construir la seva pròpia armada.
Amb l'ajuda de la seva nova flota, el 1263 Miquel VIII Paleòleg va enviar una expedició a Morea, contra el Principat d'Acaia. En el moment de la victòria, les forces terrestres romanes d'Orient foren sorpreses i vençudes, mentre que l'armada aliada romano-genovesa va sofrir una dura derrota per una marina veneciana numèricament inferior a la batalla de Settepozzi. Això va portar Miquel VIII Paleòleg a abandonar la seva aliança amb els genovesos, que van iniciar un apropament amb Venècia, i que va conduir a la signatura d'un tractat el 1267. Amb la neutralitat de Venècia, la principal amenaça pels interessos imperials al mar Egeu eren els barons llombards amb la seva base a Negrepont. L'illa fou atacada diversos cops per l'armada romana d'Orient sota Aleix Ducas Filantropè, però aquest no va aconseguir progressos importants. Només a partir del 1273, amb l'ajuda del renegat llatí Licari, van avançar les forces romanes d'Orient, capturant un conjunt de fortaleses a l'illa.
A principis de 1270 (la data exacta és incerta, els investigadors moderns la situen el 1272/1273 o 1274/1275), Miquel VIII Paleòleg va iniciar una gran campanya contra Joan I Ducas, governant de Tessàlia. Aquesta campanya l'havia de dirigir el seu germà, el dèspota Joan Paleòleg. Per impedir tota ajuda que vingués cap a ell dels prínceps i barons llatins, Miquel també va enviar una flota de 73 vaixells, dirigits per Filantropè, per atacar les seves costes L'exèrcit romà d'Orient, tanmateix, fou derrotat en la batalla de Neopàtria amb l'ajuda de tropes del ducat d'Atenes. En sentir aquestes notícies, els senyors llatins es van animar i van decidir atacar l'armada romana d'Orient, ancorada al port de Demètries.

## Batalla
No es coneix amb certesa la mida de les flotes opositores. Pels romans d'Orient, Nicèfor Gregoràs parla de «més de 50» vaixells, mentre que l'italià Marí Sanuto el Vell menciona 80 vaixells imperials. La flota llatina, composta de llombards i vaixells venecians de Negrepont i que tenien a Creta, varia entre els 30 (segons Gregoràs) i els 62 (segons Sanudo) vaixells. En qualsevol cas, totes les fonts confirmen que la flota llatina era numèricament inferior en un terç. Cal destacar que, a conseqüència de la seva treva amb els romans d'Orient, els venecians de Negrepont van mantenir una posició neutral, tot i que alguns d'ells es van unir a la flota llatina a títol individual.
La flota llatina va agafar els romans d'Orient per sorpresa, i el seu atac inicial fou tan violent que va fer un progrés notable. Els seus vaixells, en què s'hi havia erigit altes torres de fusta, i amb l'avantatge, molts mariners i soldats romans d'Orient foren assassinats o ofegats. Quan semblava que el triomf seria pels llatins, però, van arribar les forces dirigides pel dèspota Joan Paleòleg, germà de l'emperador, que es retiraven de Neopàtria; el dèspota havia sentit que hi hauria una batalla imminent; va reunir els homes que va poder, va cavalcar 40 milles en una nit i va arribar a Demètries quan la flota romana d'Orient començava a perdre força.
La seva arribada va augmentar la moral dels romans d'Orient, i els homes de Paleòleg, transportats a bord dels bucs pels vaixells petits, van començar a reposar les seves baixes i canviar de rumb. La batalla va seguir durant tot el dia, però de nit, s'havien capturat tots els bucs llatins excepte dos. Les baixes llatines foren greus, i fins i tot el triarca de Negrepont Guillem II de Verona hi va morir. Molts altres nobles foren capturats, entre ells el venecià Felip Sanudo, que era el comandant general de la flota elegit entre tots.

## Conseqüències
La victòria a Demètries fou un pas important en la recuperació dels romans d'Orient del desastre de Neopàtria. També va marcar el començament d'una ofensiva sostinguda a tot l'Egeu: el 1278, Licari, al servei de l'imperi, ja havia sotmès a tota Eubea excepte la seva capital, Calcis, i ja el 1280, com a gran almirall (megaduc) de l'armada romana d'Orient, havia recuperat la major part de les illes del mar Egeu per l'imperi. Tanmateix, els seus assoliments no van durar gaire temps després de la seva desaparició de la història entorn del 1280 (no se sap que li va passar). A Eubea, els guanys importants de Licari i el seu feu personal, les fortaleses romanes d'Orient van ser recapturades gradualment pels llombards, fins que van recuperar l'illa sencera el 1296.